# 槌橋雅博
槌橋 雅博（つちはし まさひろ、1963年 - ）は、日本の映画監督。神戸芸術工科大学准教授。

## 人物
兵庫県生まれ。同志社大学経済学部卒業、コロンビア大学中退。
コロンビア大学にて映画制作を学ぶ、帰国後伊丹十三監督の「ミンボーの女」で助監督を務める。

## 作品
映画（監督）
- TRUTHS: A STREAM（1999年、ベルリン国際映画祭ブォルフガング・シュタウテ特別賞受賞）
- 動・響・光（2004年）
- 神戸蜻蛉玉演戯（2008年）